# Zofia Grzędzińska
Zofia Grzędzińska (ur. 19 marca 1904 w Janowie Lubelskim, zm. 15 maja 1992 w Łodzi) – bibliotekarka polska, urzędniczka.
Znaczną część dzieciństwa spędziła w Kałudze koło Moskwy. Do Polski powróciła w 1921, uczęszczała do gimnazjum w Brześciu, w 1931 ukończyła studia prawnicze na Uniwersytecie Warszawskim. Od 1933 pracowała w łódzkim Urzędzie Miejskim. Lata okupacji spędziła w Warszawie, gdzie w czasie powstania służyła jako łączniczka Armii Krajowej. W 1945 powróciła do pracy w Łodzi, początkowo była zatrudniona w Urzędzie Wojewódzkim, potem w Zjednoczeniu Przemysłu Skórzanego. W 1964 przeszła na emeryturę.
Bibliotekarstwem zajęła się w późnym wieku. W marcu 1967 uzyskała dyplom dwuletniego Korespondencyjnego Kursu Bibliotekarskiego prowadzonego przez Państwowy Ośrodek Kształcenia Korespondencyjnego Bibliotekarzy. Zatrudniona została wówczas (na tzw. prace zlecone) w dwóch łódzkich bibliotekach: Miejskiej Bibliotece Publicznej im. Ludwika Waryńskiego oraz Bibliotece Uniwersyteckiej. W lutym 1968 objęła, w wymiarze połowy etatu, kierownictwo Biblioteki Oddziału Wojewódzkiego Narodowego Banku Polskiego. Kierowała tą biblioteką specjalną przez 22 lata, kładąc zasługi zarówno dla poszerzenia księgozbioru, jak i wzrostu liczby czytelników. Do 1990 prowadziła ponadto założoną przez siebie na początku lat 50. bibliotekę Klubu Seniora Zjednoczenia Przemysłu Skórzanego. Praca ta miała charakter społeczny.
Była działaczką Okręgu Łódzkiego Stowarzyszenia Bibliotekarzy Polskich. Okręg uhonorował ją uroczystymi obchodami 25-lecia pracy bibliotekarskiej i jednocześnie 85-lecia urodzin w 1989. Była odznaczona m.in. Srebrnym Krzyżem Zasługi i odznaką honorową "Zasłużony Działacz Kultury".